# Dobšinský potok
Dobšinský potok (jęz. pol. Dobszyński Potok) – potok na Słowacji, lewy dopływ rzeki Slaná. 
Wypływa na wysokości około 1220 m n.p.m. na północno-zachodnich stokach góry Buchvald (1293 m n.p.m.) w Górach Stolickich (słow. Stolické vrchy). Zlewnia potoku oprócz Gór Stolickich obejmuje także wzniesienia grup górskich Volovské vrchy i Revúcka vrchovina. Potok przepływa przez miejscowość Dobszyna i, poniżej jej obszaru zabudowanego, na wysokości około 419 m n.p.m. uchodzi do Slany dwoma korytami.
Główne dopływy: Šafárka, Lániho potok, Kruhovský potok, Tešnárka, Suchý potok